# Joan Galeàs Visconti
Joan Galeàs Visconti (en italià: Gian Galeazzo Visconti) (Melegnano, Senyoriu de Milà - Pavia, Ducat de Milà, 1402) fou un governant milanès, inicialment senyor de Milà l'any 1385. El 1395 aconseguí elevar el títol d'aquest territori, passant a denominar-se Ducat de Milà.

## Orígens familiars
Va néixer el 16 d'octubre de 1351 a la població de Melegnano, sent fill de Galeàs II Visconti i Blanca de Savoia. Fou net per línia paterna d'Esteve Visconti i Valentina Doria, i per línia materna del comte Aimone de Savoia i Violant de Montferrat.

## Accés al poder
En els seus últims anys de vida Galeàs II abandonà els assumptes de govern en mans del seu germà Bernabé. No obstant això Joan Galeàs va obtenir en l'últim any de vida del seu pare el control de la part occidental dels dominis paterns. A la mort del seu pare en 1378 esdevingué senyor de Pavia, enfrontant-se amb el mateix Bernabé pel control de diversos territoris. El 29 d'agost de 1378, poc després d'esclatar la Guerra de Chioggia en la què Bernabé va donar suport a la República de Venècia contra la República de Gènova, Joan Galeàs va establir una pau amb Amadeu VI de Savoia a canvi de la cessió del marquesat d'Ivrea i alguns feus al Piemont, mentre que les ciutats d'Asti i Vercelli li van jurar lleialtat. El 21 de novembre la pau amb Savoia es va transformar en una aliança. Després d'enviudar de la seva primera esposa, Joan Galeàs intentà segellar la pau amb el seu oncle casant-se amb la filla d'aquest i cosina seva, Caterina Visconti. No obstant això les tensions amb el seu sogre (i oncle) van continuar.
El maig de 1385 Joan Galeàs va decidir donar un cop d'efecte i feu capturar Bernabé, el qual fou empresonat i privat dels seus títols, passant en aquell moment a mans de Joan Galeàs, que va sotmetre la Llombardia sense dificultat. Per a respectar, encara que fos d'una manera aparent, la legalitat va aconseguir que s'obrís un procés judicial contra el seu sogre, amb l'excusa que aquest havia exercit de forma il·legítima el títol de senyor de Milà, ja que no l'hi havia estat concedit per l'emperador. El mes de desembre d'aquell mateix any Bernabé va morir en el seu confinament al castell de Trezzo sull'Adda, probablement enverinat.

### Expansió territorial
La República de Venècia, incapaç d'evitar l'expansió de Francesco Novello da Carrara de Pàdua cap al Friül, es va aliar en març de 1385 amb Udine i en maig amb Antoni I della Scala de Verona i Vicenza, que aspirava a expandir el seu territori conquerint Pàdua, que havia perdut el suport del Regne d'Hongria, immers en lluites internes per la successió.
En agost de 1385 Joan Galeàs Visconti va signar una aliança de deu anys amb Francesco Novello da Carrara, Nicolau II d'Este de Ferrara i Francesc I Gonzaga de Màntua segons la qual totes les parts contractants es comprometien a lluitar juntes contra qualsevol amenaça interna o externa. Carrara va iniciar una campanya al Friül destinada a conquerir les ciutats més importants de la regió però va fracassar ràpidament. Antoni della Scala va respondre sent derrotat a la batalla de Brentelle el 25 de juny de 1386 i la captura de Cortesia Serego, que va ser dut a Pàdua juntament amb més de 9.000 presoners i altres líders, com ara Facino Cane i Ostasio da Polenta.
Les hostilitats no van cessar i Joan Galeàs va intervenir en la confrontació a condició de reservar-se el posterior domini sobre Verona, adjudicant-se Francesco el control sobre Vicenza, i va caldre una altra victòria contundent a la batalla de Castagnaro l'11 de març de 1387 per derrotar definitivament Antoni della Scala, que a l'octubre del mateix any seria expulsat de Verona per les tropes de Joan Galeàs Visconti i aprofitant l'ocasió, es va apoderar de Vicenza traint així l'aliança establerta i iniciant-se una sèrie d'hostilitats entre els dos antics aliats.
En les successives campanyes militars Joan Galeàs va ampliar contínuament el seu estat, arribant a incloure parts del Vènet, Emília, Umbria i Toscana. En aquesta darrera regió va trobar una forta oposició de Florència, mentre va aconseguir conquerir Pisa, Siena i la propera Perusa. El Visconti es convertí així en el governant més important del nord de la península Itàlica, sent un perill per a la resta dels estats, especialment per Florència. Els florentins van crear una lliga contra el Senyoriu de Milà, en la qual van participar Francesc Novello de Carrara, Esteve III de Baviera i Joan III d'Armagnac. La guerra es va iniciar el 1389, amb nombrosos enfrontaments, destacant la batalla d'Alessandria (25 de juny de 1391) en la qual va caure ferit d'Armagnac. Alberico da Barbiano, derrotat per Lluís II de Provença en 1392 fou rescatat per Joan Galeàs Visconti, qui el va posar al seu servei. Després de la derrota d'Ugolotto Biancardo a la batalla de Governolo, Visconti el cridà per atacar la Lliga antivisconti, derrotant-los a la batalla de Borgoforte, i un cop arribats a les portes de Màntua va signar un armistici. Sense un vencedor clar, Joan Galeàs es va veure obligat a restituir Pàdua a Novello .

### Ducat de Milà

Escut d'armes del Ducat de Milà.

L'1 de maig de 1395 Joan Galeàs va aconseguir que el rei dels Romans Venceslau IV de Bohèmia li concedís el títol de Duc de Milà, obtenint l'any següent el de comte de Pavia i el 1397 el de duc de la Llombardia.
Florència va organitzar una segona Lliga de Bolonya contra Milà, al costat del rei Carles VI de França, Francesc Novello, Bolonya i els Gonzaga. Tampoc aquesta vegada es van obtenir els resultats esperats per als enemics dels Visconti, ja que el 1397 les tropes milaneses van aconseguir entrar a la ciutat de Màntua.
Amb la sortida de Lucca de la Lliga de Bolonya a finals de 1400, només Florència i Bolonya s'oposaven al duc de Milà. Florència va buscar el suport de Robert d'Alemanya, rival del rei d'Alemanya deposat Venceslau de Luxemburg per haver concedit el ducat de Milà a Joan Galeàs a canvi de 100.000 florins d'or i, per tant, dels Visconti, però la campanya va acabar de forma desastrosa, en ser derrotat l'exèrcit germànic a mans de les tropes milaneses a la batalla de Brescia i Robert es va veure obligat a tornar a Alemanya i Joan Galeàs Visconti va llançar atacs a Florència i Bolonya.

El ducat de Milà en 1402

Els bolonyesos van ser derrotats a la batalla de Casalecchio el 26 de juny de 1402, a Casalecchio di Reno, prop de Bolonya. L'exèrcit bolonyès de Giovanni Bentivoglio, comandat per Muzio Attendolo Sforza es va oposar al de Visconti i els seus aliats, els Malatesta de Rimini i els Gonzaga de Màntua per aturar l'expansió del poder de Visconti. El comandant en cap era Alberico da Barbiano. Visconti va prendre Bolonya el 28 de juny i Giovanni Bentivoglio va ser assassinat dos dies després. Visconti planejava assaltar Florència a continuació, però va emmalaltir el 10 d'agost morint el 3 de setembre de 1402.
Des del seu càrrec va destinar 300.000 florins d'or en les obres hidràuliques que van permetre desviar el curs dels rius Mincio i Brenta al seu pas per les ciutats de Màntua i Pàdua respectivament, a fi de millorar les condicions defensives d'ambdues ciutats. A ell correspon l'inici de les obres de construcció de la catedral de Milà i va fundar el monestir de Certosa de la ciutat de Pavia. També va realitzar millores en el palau d'aquesta última ciutat, començat a construir pel seu pare.

## Núpcies i descendents
Es casà el juny de 1360 amb Isabel de Valois, filla del rei Joan II de França i Bonna de Luxemburg. D'aquesta unió nasqueren:
- Valentina Visconti (1366-1408), casada el 1389 amb Lluís I d'Orleans
- Azzone Visconti (?-1372)
- Carles Visconti, mort jove

Es casà, en segones núpcies, el 2 d'octubre de 1380 amb Caterina Visconti, filla de Bernabé Visconti i Beatriu della Scala. D'aquest matrimoni nasqueren:
- Joan Maria Visconti (1388-1412), duc de Milà
- Felip Maria Visconti (1392-1447), duc de Milà

## Mort
Fugint d'una epidèmia de pesta que va atacar el nord de la península Itàlica el 1402 es refugià a la ciutat de Pavia, on morí el 3 de setembre de 1402.